# Serieåret 1972

## Händelser

### Okänt datum
- I Sverige grundas serietidningen Veckans Serier (ver 2). Serietidningen Pelle Svanslös kommer samma år med sitt sista nummer  [1].
- Den sista söndagssidan med Lille Rikard och hans katt i Aftonbladet.
- Williams Toppserien i Sverige läggs ner.[2]
- Serietidningen Boris Karloffs Midnattsrysare debuterar i Sverige.[1]

## Pristagare
- Adamsonstatyetten: Guido Crepax, Rolf Gohs

## Utgivning
- Kalle Ankas Pocket 10: Kalle Anka vågar livet
- Kalle Ankas Pocket 11: Fiffige Musse
- Kalle Ankas Pocket 12: Farbror Joakim räddar äran

### Album
- Asterix och spåmannen [3]
- Bröderna Dalton jagar ett arv (Lucky Luke)[4]
- Caesars lagerkrans (Asterix)[3]
- La bataille du riz (Lucky Luke)[4]
- L' Heritage de Ran-tan-plan (Lucky Luke)[4]
- Storfursten (Lucky Luke)[4]

### Serieantologi
- Comics 3 - den stora serieboken: De gamla goda Comics[5].

## Födda
- 22 februari - Ito Ōgure, känd som Oh! Great, japansk serieskapare.
- 29 april - Roman Dirge, amerikansk serietecknare.
- 16 juli - Johan Wanloo, svensk serieskapare.
- 24 oktober - Magnus "Mojo" Olsson, svensk serieskapare, illustratör och konstnär.

### Fotnoter
1. 1 2  Swecomics
2. ↑  Swecomics
3. 1 2  ”Tintin”. Arkiverad från originalet den 13 februari 2011. https://web.archive.org/web/20110213010603/http://www.asterix.com/books/albums/. Läst 12 mars 2011.
4. 1 2 3 4  ”Lucky Luke på svenska”. Arkiverad från originalet den 11 november 2014. https://web.archive.org/web/20141111004811/http://www.visit.se/~dampgrodan/album_kronolog.html. Läst 12 mars 2011.
5. ↑  ”Rogers Seriemagasin”. https://rogersmagasin.com/serietidningar-och-seriepublikationer/comics-den-stora-serieboken/comics-den-stora-serieboken-nr-3/. Läst 15 mars 2021.